# New moon
new moon（ニュームーン）は、Liaの5枚目のアルバム。

## 概要
- 前作のアルバムから約1年10ヶ月ぶりのオリジナルアルバム。
- “新生 Lia”をコンセプトに製作された意欲作となっている。
- 前作同様、今作も「ソフトウェア流通版」と「音楽流通版」の2種類が販売された。2種類ともジャケット・収録曲・価格に異なる部分は一切ないが、ソフトウェア流通版の方は音楽流通版より1日早く販売された。

## 収録曲
1. Introduction
  - 作曲：Lia
2. Enter
  - 作詞：上田起士／作曲･編曲：田村謙
3. SANDSTORM
  - 作詞：藤井響子／作曲：平間亮之介／編曲：Roger Fife
4. Soldiers
  - 作詞･作曲：麻枝准／編曲：ANANT-GARDE EYES
5. doll
  - 作詞･作曲：麻枝准／編曲：ANANT-GARDE EYES
  - テレビアニメ「GUNSLINGER GIRL -IL TEATRINO-」エンディングテーマ
6. human
  - 作詞･作曲：麻枝准／編曲：ANANT-GARDE EYES
  - テレビアニメ「GUNSLINGER GIRL -IL TEATRINO-」第13話エンディングテーマ
7. Believe ～from Vivaldi's “Winter”～
  - 作詞：Lia／作曲：Vivaldi Antonio Lucio／編曲：Dean Bailin
8. 僕の愛のカタチ
  - 作詞：有森聡美／作曲･編曲：田村謙
9. Love of Destiny
  - 作詞：有森聡美／作曲：Lia／編曲：Roger Fife
10. 約束
  - 作詞：こさかなおみ／作曲･編曲：大森俊之
  - 映画「CLANNAD」イメージソング
11. 君をのせて
  - 作詞：宮崎駿／作曲：久石譲／編曲：荒木真樹彦
  - スタジオジブリ映画「天空の城ラピュタ」主題歌カバーソング
12. new moon
  - 作詞：藤井響子／作曲･編曲：平間亮之介
  - ブックレットのタイトル表記にはmoonがm∞nのように“o”が2つ繋がって表記されている。
13. Last Present
  - 作詞：柚木美祐／作曲：Lia／編曲：suger-Kay
  - コーラス6パート18声からなるコーラスワークとなっている。